# 横山俊朗
横山 俊朗（よこやま としろう、1951年5月28日 - ）は、日本の実業家。旧株式会社デジタルゴルフ（現・株式会社コナミデジタルエンタテインメント）創業者で代表取締役会長（前社長）。

## 概要
岐阜県各務原市出身。立教大学経済学部卒業後、東京ヒルトンホテル勤務や中日本映像取締役を経て1981年、弟・英二と共に中日本映像ソフトウェア事業部（T&E SOFT、ブランド名の由来は「Toshiro & Eiji」）を設立。T&Eソフトは『ハイドライドシリーズ』『遙かなるオーガスタ』などのヒット作を出し、1995年にはジャスダック市場で株式を店頭公開するが、その後は業績が低迷し2001年にディズニーの資本参加を受けてディーワンダーランドとなった。
その後、2003年1月に新会社「デジタルゴルフ」を設立。2006年に「T&Eソフト」の商標権を継承した株式会社ディープを吸収合併した。その後2008年1月にT&Eソフトを「株式会社ティーアンドイーソフト」として再び分社化、ドワンゴ子会社のゲームズアリーナに売却した。デジタルゴルフも2011年3月にコナミ（後のコナミホールディングス）の完全子会社となり、社長職をコナミデジタルエンタテインメント執行役員の沖田勝典に譲り会長となった。その後デジタルゴルフは2014年1月にコナミデジタルエンタテインメントと合併した。
1995年より1997年までコンピュータソフトウェア著作権協会（ACCS）理事長。